# Campionati europei di atletica leggera 1938 - Salto in lungo maschile
Il salto in lungo maschile ai campionati europei di atletica leggera 1938 si svolse il 3 settembre 1938.

## Podio
| Oro     | Wilhelm Leichum Germania |
| Argento | Arturo Maffei Italia     |
| Bronzo  | Luz Long Germania        |

## Risultati
| Pos.    | Nome                | Nazionalità   | Tempo  | Note                  |
| ------- | ------------------- | ------------- | ------ | --------------------- |
| Oro     | Wilhelm Leichum     | Germania      | 7.65 m | Record dei campionati |
| Argento | Arturo Maffei       | Italia        | 7.61 m |                       |
| Bronzo  | Luz Long            | Germania      | 7.56 m |                       |
| 4       | István Gyuricza     | Ungheria      | 7.27 m |                       |
| 5       | Ruudi Toomsalu      | Estonia       | 7.24 m |                       |
| 6       | William Breach      | Gran Bretagna | 7.16 m |                       |
| 7       | Jean Studer         | Svizzera      | 7.14 m |                       |
| 8       | Jean Baudry         | Francia       | 7.11 m |                       |
| 9       | François Mersch     | Lussemburgo   | 7.05 m |                       |
| 10      | Robert Joanblancq   | Francia       | 7.04 m |                       |
| 11      | Åke Stenqvist       | Svezia        | 7.01 m |                       |
| 12      | Grigorios Lambrakis | Grecia        | 6.94 m |                       |
| 13      | Vilmos Vermes       | Ungheria      | 6.82 m |                       |